# 雷多爾塔峰
46°22′32.1″N 8°43′55.2″E / 46.375583°N 8.732000°E
雷多爾塔峰（Corona di Redòrta），是瑞士的山峰，位於該國南部，由提契諾州負責管轄，屬於勒蓬廷山的一部分，海拔高度2,804米，每年平均降雨量2,204毫米。